# Längbro distrikt
Längbro distrikt är från 2016 ett distrikt i Örebro kommun och Örebro län.
Distriktet ligger i tätorten Örebro.

## Tidigare administrativ tillhörighet
Distriktet inrättades 2016 och utgörs av en del av det område som fram till 1971 utgjorde Örebro stad med norra delen av distriktet utgörs av området som före 1952 utgjorde Ekers socken och där södra delen före 1937 utgjorde en del av Längbro socken.
Området motsvarar den omfattning Längbro församling  hade vid årsskiftet 1999/2000 och som den fick 1977 efter utbrytning av Mikaels församling.